# 日本—马耳他关系
日本－马耳他关系是指日本国和马耳他历史上与现代的国际关系。两国于1965年建立外交关系，马耳他在日本东京设立领事馆，日本亦已经在马耳他本国设立大使馆。

## 历史
在第一次世界大战最后两年，日本在海上航道的保障上投入大量精力。一只隶属于日本的由1艘海军旗舰巡洋舰和14艘驱逐舰组成的执行反潜舰护送任务的舰队将马耳他作为其母港。然而不幸的是，舰队中的一艘桦型驱逐舰“榊号”被奥地利潜艇U-27发射的鱼雷击中，其68名船员于1917年6月11日全部殉难。之后，遇难者被埋葬在马耳他的卡尔卡拉。
1964年9月21日，马耳他国（现今马耳他共和国的前身）从英国殖民统治下独立。隔年，日本和马耳他建立正式的外交关系。
1989年1月7日，在位超过60年的日本昭和天皇逝世，马耳他外交部长文森特·塔博恩及其私人秘书，和马耳他驻日本大使飞抵日本参加同年2月24日于日本皇居举办的葬礼。
2006年7月，日本前首相海部俊树同马耳他总统埃迪·芬内克·阿达米通电话。
2017年5月27日，马耳他总理约瑟夫·穆斯卡特迎接来访马耳他首都的日本首相安倍晋三，并召开记者会。